# Who's Afraid of the Big Bad Wolf?
«Who's Afraid of the Big Bad Wolf?» —en español: «¿Quién teme al lobo feroz?»— es una canción escrita por Frank Churchill con letra de Ann Ronell, la cual originalmente se presentó en 1933 en el cortometraje de Disney, Los tres cerditos, una de sus Silly Simphonies más famosas.

## Reseña
Who's Afraid of the Big Bad Wolf ? fue la primera canción de Frank Churchill para Disney, con letra de Ann Ronel, para el cortometraje de Walt Disney "Los Tres Cerditos". La cantan los cerditos Flautista y Violinista cuando arrogantemente creen que sus casas de paja y ramitas los protegerán del Lobo Feroz (voz de Billy Bletcher).

## Éxito
El tema de la canción fue un enorme éxito durante  la década de los treinta y ha quedado como una de las canciones más conocidas de Disney, siendo versionada por numerosos artistas y grupos. 
Además, fue la inspiración para la obra de Edward Albee de 1963 "¿Quién Teme a Virginia Woolf?

## Autores
Frank Churchill fue un compositor vinculado a los estudios Disney, para los que trabajó en numerosos cortometrajes y algunos largos como "Blancanieves y los Siete Enanitos", "Dumbo" y "Bambi".
Ann Rosenblatt (25 de diciembre de 1905-25 de diciembre de 1993), más conocida como Ann Ronell, fue una compositora y letrista estadounidense. Su composición más conocida es «Willow weep for me» (1932), un estándar de jazz.

## Versiones[1]
- en 1933 por Harry Reser and his Eskimos con voces de Loretta Clemens /Perfect Records #15827-A/ Recorded 26 de septiembre de 1933
- en 1933 por el violinista americano de jazz Ben Bernie.
- en 1933 por Don Bestor.
- en 1933 por Victor Young.
- en 1934, por Warren William y Ginger Rogers en la película de Warner Brothers Upperworld.
- en 1934 por el francés Jean
- Charlie and his Orchestra grabaron una versión durante la II Guerra Mundial con letras propagandísticas
- por el americano Duke Ellington
- por la italiana Rita Pavone
- en 1955 por Jack Pleis (and His Orchestra) en su álbum Music from Disneyland.
- en 1961 por Pinky and Perky[6]
- en 1963 por Barbra Streisand en su álbum The Barbra Streisand Album.
- en 1985 como un sample musical de Schoolly D en la canción de rap Do It Do It.[7]
- por Chucho Avellanet, un cantante de Puerto Rico.
- en 1991 LL Cool J en el álbum de Disney Simply Mad About the Mouse: A Musical Celebration of Imagination.
- en 2006 por los americanos boy band en el álbum DisneyMania 4.
- en 2007 por el alemán Max Raabe